# Accident ferroviaire dans l'État de Washington en 2017
L'accident ferroviaire dans l'État de Washington est un déraillement de train qui a eu lieu le 18 décembre 2017, près de DuPont dans l'état de Washington, aux États-Unis. 
Le train voyageurs 501 d'Amtrak Cascades a déraillé alors qu'il effectuait un trajet inaugural sur une portion de la ligne entre Seattle (Washington) et Portland (Oregon), appelée le contournement de Point Defiance, une nouvelle infrastructure ferroviaire construite au sud de Tacoma. Douze voitures du train, tractées par une locomotive de modèle GE Genesis (en) ont déraillé alors qu'elles approchaient d'un pont ferroviaire passant au-dessus de l'Interstate 5 (ou I-5). 
Plusieurs automobiles roulant sur la I-5 en direction sud ont été écrasées avec la chute de la locomotives et des voitures du train. En tout, trois passagers du train sont morts et 80 personnes ont été blessées.

## L'infrastructure ferroviaire
Le contournement de Point Defiance a été construit de 2010 à 2017 en remplacement de la liaison principale de la BNSF, située le long du détroit de Puget entre le  fleuve Nisqually et Tacoma. Il a été conçu de manière à raccourcir les temps de parcours, sur le trajet entre Lacey et Tacoma, permettant des vitesses supérieures difficilement réalisables sur l'ancien itinéraire. Le contournement, d'une valeur de 181 millions de dollars, a été réalisé par le Département des Transports de l'état de Washington (WSDOT) sur un terrain parallèle à l'autoroute 5 (I-5), appartenant à Sound Transit, l'autorité régionale des transports en commun. Le service Amtrak Cascades est un effort conjoint des Départements des Transports des États de Washington et de l'Oregon, avec Amtrak comme opérateur contractuel.

## Déraillement

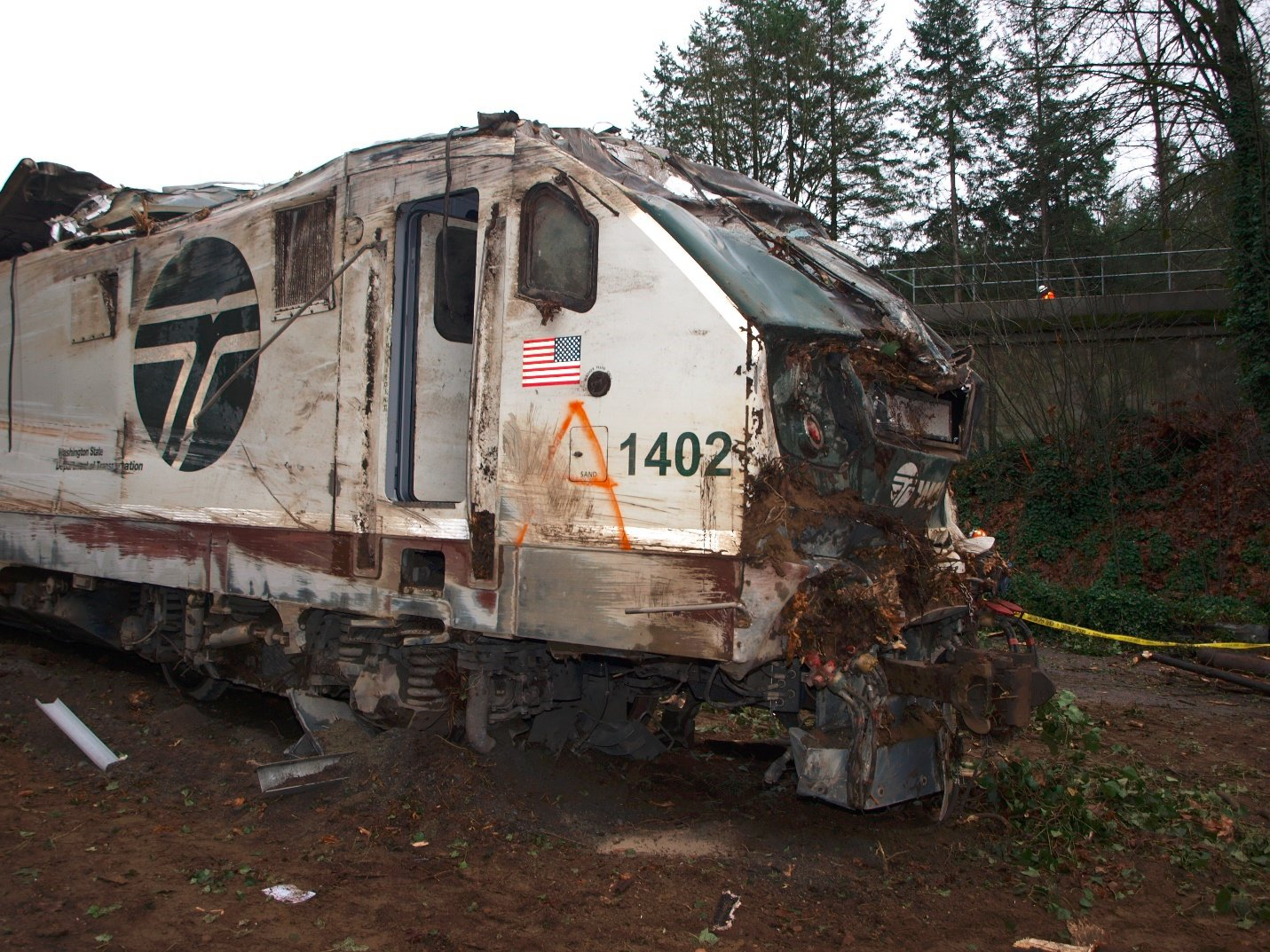
Dommages à la locomotive.

À 7 h 30, heure locale (15 h 30 UTC), la locomotive et douze des voitures du train voyageurs d'Amtrak Cascades ont déraillé au sud-ouest de DuPont, une ville située à environ 64 kilomètres au sud de Seattle et à 8 kilomètres au sud de la porte principale de la base interarmées Lewis-McChord (JBLM). Le train a déraillé alors qu'il approchait du pont ferroviaire enjambant l'I-5 en direction sud, près de Mounts Road. La locomotive de tête, un nouveau Siemens Charger et plusieurs voitures de voyageurs ont dévalé le talus des deux côtés du pont, venant percuter les voitures sur l'autoroute dont cinq voitures et deux camionnettes. Deux wagons se sont, entre autres, retrouvés sur la travée du pont.

## Organisation des secours
Très rapidement, le gouverneur de l'île Jay Inslee a décrété l'état d'urgence et a activé le centre des opérations d'urgence du département militaire de Washington à Camp Murray (à côté du JBLM) pour coordonner l'intervention de plusieurs organismes. Le maire de DuPont a également décrété l'état d'urgence. Un centre de soutien civil et de réunification a été mis en place à l'Hôtel de ville de DuPont. Bloodworks Northwest a appelé des donneurs de sang après l'accident.
Trois personnes à bord du train ont été tuées. Certains des occupants des véhicules de la I-5 ont également été blessés. Soixante-dix-sept personnes ont été prises en charge par les hôpitaux voisins dont le Madigan Army Medical Center à JBLM, l'hôpital Providence St.Peter à Olympia, l'hôpital St.Anthony à Gig Harbor, l'hôpital général de Tacoma. Il y avait sept membres d'équipage et environ 78 passagers à bord du train. Tout le train a déraillé, à l'exception de la locomotive P42DC située à l’arrière (pousseur).
Les services d'Amtrak au sud de Seattle ont été temporairement suspendus à la suite de l'accident, mais ils ont repris quelques heures plus tard en empruntant la route côtière de la BNSF. Le trafic automobile en direction sud a été détourné de la route I-5, avec des itinéraires de délestage vers le sud le long de la route nationale 7 et de la route nationale 507, et vers le nord le long de la route nationale 3 suggérés par WSDOT. Plus tard dans la journée, la base interarmées a permis à la circulation en direction du sud de passer de DuPont à la route nationale 510 près de Lacey. Enfin, à l'annonce de l'accident, Alaska Airlines a annoncé qu'elle avait plafonné les tarifs des vols entre Seattle et Portland jusqu'à la fin de mardi.

## Enquête
Le Conseil national de la sécurité des transports (NTSB) a ouvert une enquête sur l'accident. Une équipe d'intervention du NTSB de 20 membres a été dépêchée sur les lieux de l'accident.  Des données préliminaires provenant de la locomotive montrent que celle-ci se déplaçait à 129 km/h lorsqu'elle a déraillé, alors que la limite permise à cet endroit était de 64 km/h. Étrangement, le tronçon de voie précédent au nord de Mounts Road a lui, une limite de 127 km/h. Un passager du train a déclaré que le train venait de prendre un virage lorsqu'il a déraillé. Le chef de la direction d'Amtrak, Richard Anderson, a déclaré, quant à lui, que le système de prévention des accidents du train n'était pas actif sur la voie.
Le Président Donald Trump a souligné les problèmes d'infrastructure persistants du pays et a également présenté ses condoléances sur Twitter.